# 西川弥平治
西川 弥平治（彌平治、さいかわ やへいじ、1898年（明治31年）12月18日 - 1958年（昭和33年）12月16日）は、昭和期の実業家、政治家。参議院議員（1期）、新潟県議会議長。旧姓は中林。

## 経歴
新潟県北魚沼郡川口村（川口町を経て現長岡市）で、素封家・中林茂吉、ヒデの四男として生まれた。1916年（大正5年）3月、新潟県立工業学校（現新潟県立長岡工業高等学校）機械科を卒業した。
1916年、新潟鐵工所柏崎工場に入社。1921年（大正10年）刈羽郡枇杷島村（柏崎町枇杷島を経て現柏崎市枇杷島）の西川藤助に強く望まれて西川商店鉄工部に入った。1923年（大正12年）藤助の父・西川善之助の養子となる。1924年（大正13年）藤助の嗣子・哲男、藤助、弥平治らで合名会社西川商店を設立し、1926年（大正15年）同商店代表社員に就任。1954年（昭和29年）柏崎機械協同組合理事長となり、(株) 西川鉄工所を設立し西川商店と柏陽機械製作所を合併した。その他、柏崎鉄工組合理事長、理研府屋木工所代表取締役、理研電線監査役、日本赤十字社特別社員などを務めた。
政界では、1937年（昭和12年）柏崎町会議員に初当選。1939年（昭和14年）9月、新潟県会議員に就任し、1940年（昭和15年）9月、市制施行第1期柏崎市会議員に当選した。1947年（昭和22年）新潟県議会議員に当選し、1951年（昭和26年）に再選され、県議会議員に3期在任した。この間、総務委員長、県議会議長などを務めた。
1953年（昭和28年）4月、第3回参議院議員通常選挙に新潟県地方区から自由党公認で出馬して当選した。1958年2月に発病し、同年4月に帰郷して入院加療を続けたが、同年12月に死去し、参議院議員に1期在任した。死没日をもって勲三等瑞宝章追贈、正五位に叙される。

## 伝記
- 山田良平『西川弥平治伝』故西川弥平治殿遺徳顕彰会、1961年。